# Dějiny znázornění erotiky

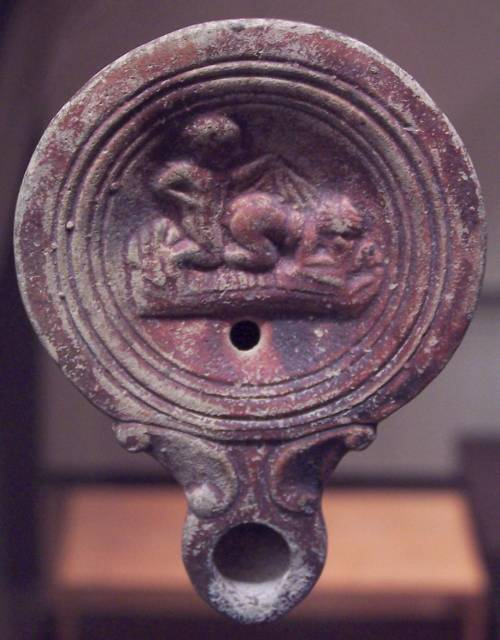
Olejová lampa z římského znázornění coitus more ferarum

Dějiny znázornění erotiky zahrnují malbu, sochařství, fotografii, divadlo, hudbu a literatura ukazující scény sexuální povahy, jak se vyvíjely v čase. Tvořily se téměř v každé civilizaci, dávnověkých i moderních. Rané kultury často spojovaly sexuální akt s nadpřirozenými silami a proto je jejich víra s takovými znázorněními propletena. V asijských zemích, jako je Indie, Nepál, Srí Lanka, Japonsko a Čína, mělo vyjádření sexu a erotické umění specifické spirituální významy v místních náboženstvích, jako je hinduismus, buddhismus, šintoismus nebo taoismus. Ve starověkém Řecku a Římě vznikalo mnoho uměleckých děl a dekorací erotické povahy, mnoho z nich bylo součástí náboženských nebo kulturních praktik.
V nedávnějších dobách se znázornění erotiky z luxusního předmětu pro vyvolené stalo nástrojem propagandy a potom každodenní komoditou, pro některé též obživou. Jak se měnila technologie komunikace, každá nová technika, například tisk, fotografie, film nebo počítače, byla přijata jako nástroj k zobrazování a šíření těchto vyobrazení.